# Abyssobrotula galatheae
O Abyssobrotula galatheae é uma espécie de peixe que habita regiões profundas do oceano.